# 원톈 모듈

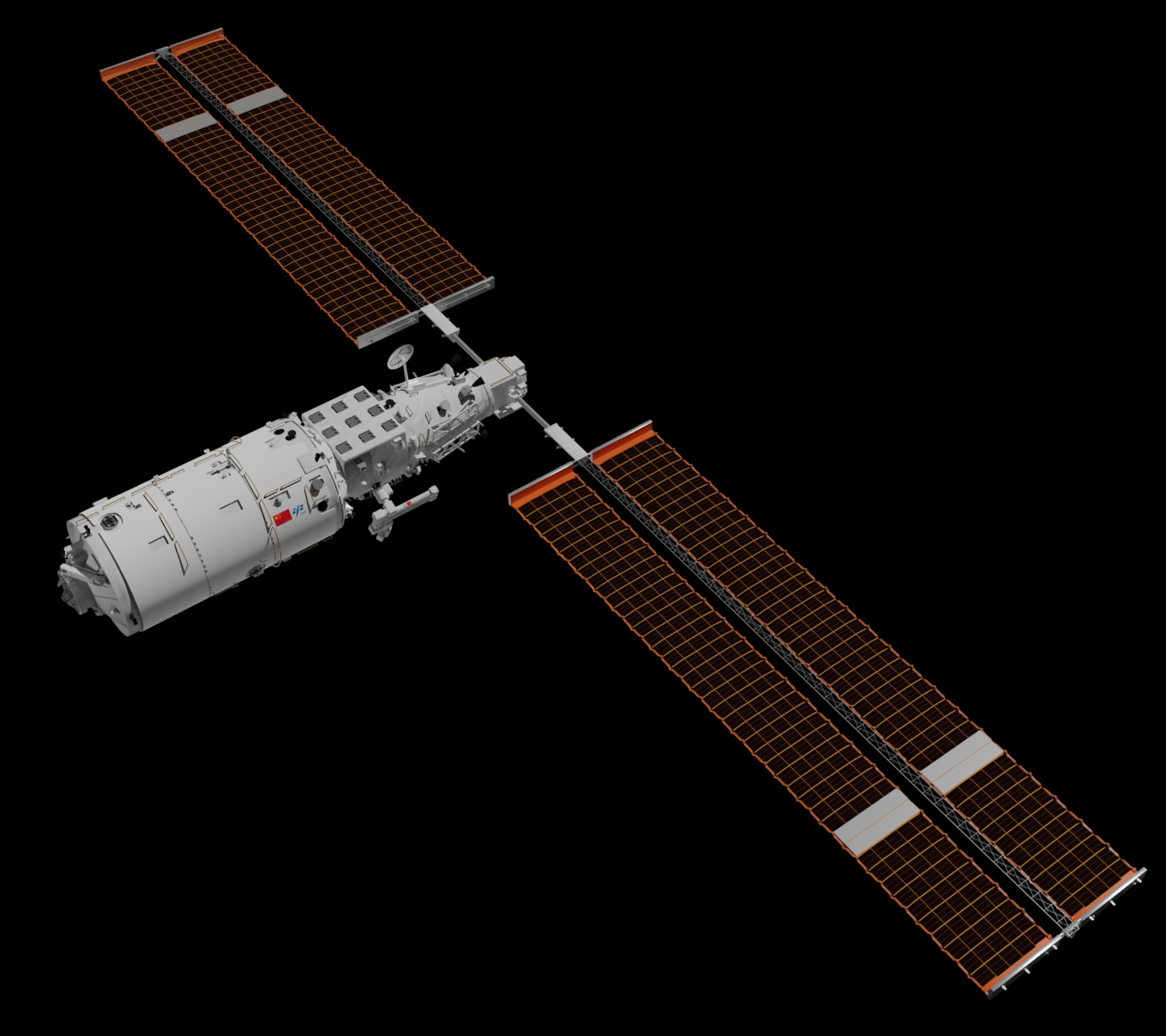

원톈 모듈(중국어 간체: 问天; 중국어 번체: 問天, 공식 명칭: 问天实验舱)은 톈궁 우주정거장의 주요 모듈이다. 이는 출시된 최초의 실험실 캐빈 모듈이자 역의 기존 톈허 핵심 모듈을 확장하는 최초의 모듈이었다. 2022년 7월 24일 원창 우주선 발사장에서 궤도로 발사되었으며, 같은 날 19:13 UTC에 텐허 전방 항구에 성공적으로 도킹했다. 2022년 7월 25일 02:03 UTC에 선저우 14호의 승무원이 해치를 열고 처음으로 모듈에 진입했다.
원톈은 나중에 멍톈 모듈을 위한 길을 마련하기 위해 인덱싱 로봇 팔에 의해 2022년 9월 30일 04:44 UTC에 우현 항구로 이전되었다.

## 같이 보기
- 멍톈 모듈
- 톈허 모듈
- 쉰톈